# Down to the Bone (album)
Down to the Bone è l'ottavo album in studio della heavy metal band statunitense Quiet Riot pubblicato il 1º marzo 1995 per l'Etichetta discografica Kamikaze Records.

## Il disco
L'album non riesce a catturare l'interesse dell'ascoltatore e dei fan. Tra i brani la reinterpretazione dei The Kinks "All Day And All Of The Night", l'acustica title track, "Hell or High Water" o "Twisted".

## Tracce
1. Dig (Cavazo, DuBrow, Banali)
2. Pretty Pack O' Lies (Day)
3. All Day And All of the Night (Davies) (The Kinks Cover)
4. Whatever It Takes (Cavazo, DuBrow, Banali)
5. Wings Of A Cloud (Cavazo, DuBrow, Banali)
6. Trouble Again (DuBrow, Cavazo, Banali, Rondinelli)
7. Down to the Bone (DuBrow, Cavazo, Banali)
8. Voodoo Brew (Banali, DuBrow, Cavazo)
9. Monday Morning Breakdown (Cavazo, DuBrow, Banali)
10. Live Til It Hurts (Brandsetter, DuBrow, Cavazo, Banali)
11. Twisted (Cavazo, DuBrow, Banali)
12. All Wound Up (Pavao, Banali, DuBrow, Cavazo)
13. Hell Or High Water (DuBrow, Cavazo, Banali)
14. Wings of a Cloud [revisited] (Cavazo, DuBrow, Banali)

## Formazione
- Kevin DuBrow - voce
- Carlos Cavazo - chitarra
- Chuck Wright - basso
- Frankie Banali - batteria

### Altri musicisti
- Matt Littell - basso
- Ron Day - cori